# Fraude virtual

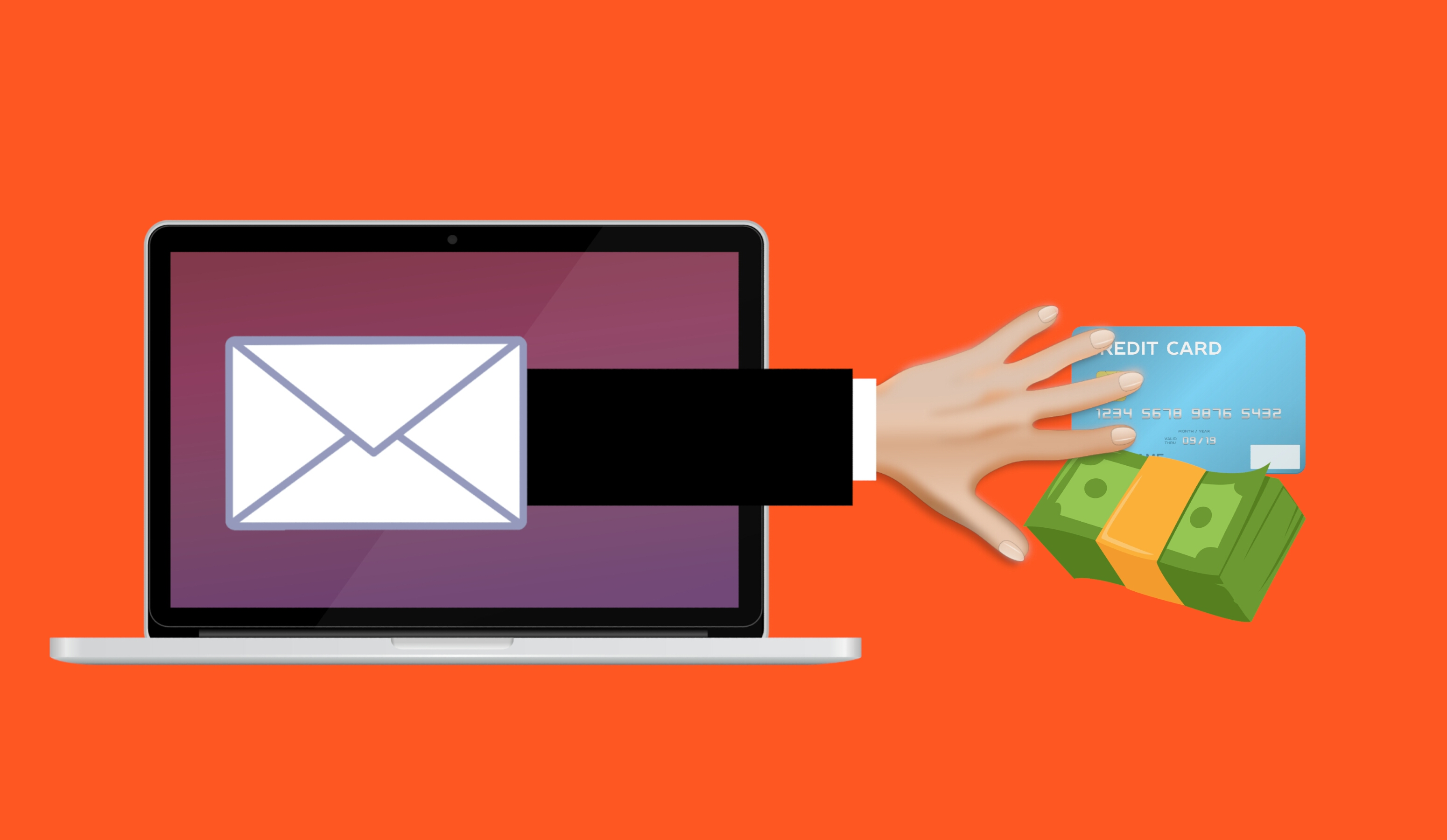
Representação de fraude virtual através do email.

A fraude virtual é um tipo de fraude ou engano do crime cibernético que faz uso da Internet e pode envolver a ocultação de informações ou o fornecimento de informações incorretas com o objetivo de enganar as vítimas para obter dinheiro, propriedades e heranças. Em maio de 2021 no Brasil, foi sancionada a Lei 14.155. ela endurece as penas para as pessoas que cometem crimes na internet. Para isso, foi feita uma alteração do Código Penal, dessa forma ela abrange uma série de ações ilegais e ilícitas cometidas no ciberespaço .É diferenciado do furto, pois, neste caso, a vítima fornece voluntária e conscientemente as informações, dinheiro ou bens ao agressor. Também se distingue pela forma como envolve infratores separados temporal e espacialmente.

## No Brasil
Em 2005, esse tipo de fraude gerou um prejuízo de R$300 milhões a instituições financeiras, entre elas os bancos e administradoras de cartões. A perda de 2005 representa 12% dos R$2,5 bilhões faturados pelo comércio eletrônico brasileiro no período.
Em 2023, de acordo com o Mapa da Fraude da ClearSale demonstra que a média foi de 295 mil por mês. Isso representa R$ 302 milhões. O valor total das tentativas chegou a R$3,5 bilhões no ano.
Segundo o relatório de cibersegurança da ClearSale, o Brasil enfrenta o quinto maior índice global de crimes e golpes virtuais, totalizando aproximadamente 9,1 milhões de ocorrências somente no primeiro trimestre de 2022. Além disso, o país se distingue não apenas pelo elevado número de crimes cibernéticos, mas também pela frequência de vazamentos de dados. De acordo com a organização holandesa de segurança online Surfshark, o Brasil ocupa o sexto lugar entre os destinos mais afetados por essa forma de atividade.

## Tipos de fraudes
Existem vários tipos de fraudes digitais. Uma pesquisa da empresa global de análise de informações TransUnion mostrou algumas das mais comuns:
- Phishing (roubo de dados).
- Golpes de vendedores terceirizados em sites de varejo online.
- Fraude envolvendo arrecadação de fundos e caridade.
- Golpe em desempregados.
- Fraudes em seguros.
- Fraudes de venda de produtos.
- Roubo de identidade.
- Roubo de cartão de crédito ou cobrança fraudulenta.

Nos próximos tópicos, será explicado de maneira mais detalhada como ocorrem as principais fraudes citadas.

## Fraude de caridade
O golpista se apresenta como uma organização de caridade que solicita doações para ajudar as vítimas de um desastre natural, ataque terrorista, conflito regional, epidemia ou qualquer situação de fragilidade.
Um exemplo ocorreu em 2019 com Wafa Abbound, chefe da Long Island Charity, que foi considerada culpada por roubar cerca de um milhão de dólares. Ela enfrentou acusações de fraude bancária, lavagem de dinheiro e peculato. Os golpistas usam diversos métodos, como solicitar doações, muitas vezes vinculando artigos de notícias online para dar credibilidade à sua campanha de arrecadação de fundos. As vítimas são pessoas generosas que acreditam estar ajudando uma causa nobre sem esperar nada em troca. Após enviar o dinheiro, este some e o golpista geralmente desaparece, embora possam continuar tentando manter o esquema solicitando múltiplos pagamentos.
No Brasil essa fraude ocorreu devido aos desastres naturais do Rio Grande do Sul, recentes matérias jornalísticas  revelaram que muitos criminosos estão se aproveitando da corrente de solidariedade, que se formou em benefício do povo gaúcho, para praticar fraudes e desvios em desfavor de quem vem sofrendo com uma das maiores catástrofes climáticas que o Brasil já enfrentou.  

## Fraude de bilhetes de internet
Uma variação da fraude de marketing na Internet oferece ingressos para eventos cobiçados, como concertos, shows e eventos esportivos. Os ingressos são falsos ou nunca são entregues. A proliferação de agências de ingressos online e a existência de revendedores experientes e desonestos alimentaram esse tipo de fraude. Muitos desses golpes são executados por vendedores de ingressos britânicos, embora eles possam basear suas operações em outros países.
Um excelente exemplo foi a fraude global de ingressos dos Jogos Olímpicos de Verão de 2008 executada pela "Xclusive Leisure and Hospitality" registrada nos Estados Unidos, vendida por meio de um site projetado profissionalmente com o nome "Beijing 2008 Ticketing". Em 4 de agosto, foi relatado que mais de A $ 50 milhões em ingressos falsos foram vendidos através do site. Em 6 de agosto, foi relatado que a pessoa por trás do golpe, que estava totalmente baseado fora da China, era um tout britânico, Terance Shepherd.

## Fraude de vale-presente online
À medida que os varejistas e outras empresas têm preocupações crescentes sobre o que podem fazer para impedir o uso de cartões-presente comprados com números de cartão de crédito roubados, os criminosos cibernéticos têm se concentrado mais recentemente em tirar vantagem de cartões-presente fraudulentos.  Mais especificamente, hackers mal-intencionados têm tentado colocar as mãos em informações pertinentes a cartões-presente que foram emitidos, mas não gastos. Alguns dos métodos para roubar dados de cartões-presente incluem bots automatizados que lançam ataques de força bruta em sistemas de varejistas que os armazenam.
Primeiro, os hackers roubam dados de vale-presente, verificam o saldo existente por meio do serviço online de um varejista e, em seguida, tentam usar esses fundos para comprar produtos ou revender em um site de terceiros. Nos casos em que os vales-presente são revendidos, os invasores pegam o saldo restante em dinheiro, o que também pode ser usado como um método de lavagem de dinheiro . Isso prejudica a experiência do cliente com o vale-presente, a percepção da marca do varejista e pode custar milhares de dólares em receita ao varejista. Outra maneira pela qual a fraude de vale-presente é cometida é roubando as informações do cartão de crédito de uma pessoa para comprar vales-presente novos.

## Fraude de redes sociais e roubo de identidade
As pessoas tendem a divulgar mais informações pessoais sobre si mesmas (por exemplo, aniversário, e-mail, endereço, cidade natal e estado civil) em seus perfis de redes sociais.  Essas informações de identificação pessoal podem ser usadas por fraudadores para roubar a identidade dos usuários, e postar essas informações nas redes sociais torna muito mais fácil para os fraudadores assumirem o controle delas.
O problema da autenticidade nas análises online é antigo e teimoso. Num incidente famoso em 2004, o site canadiano da Amazon revelou acidentalmente as verdadeiras identidades de milhares dos seus anteriormente anónimos revisores de livros norte-americanos. Uma percepção que o erro revelou foi que muitos autores estavam usando nomes falsos para dar críticas favoráveis aos seus próprios livros.  Além disso, 72% dizem que as avaliações positivas os levam a confiar mais em uma empresa, enquanto 88% dizem que, nas "circunstâncias certas", confiam nas avaliações online tanto quanto nas recomendações pessoais.
Embora os golpistas aproveitem cada vez mais o poder das redes sociais para conduzir atividades criminosas, gestores de risco astutos e suas companhias de seguros também estão encontrando maneiras de aproveitar as informações das redes sociais como uma ferramenta para combater a fraude em seguros. Por exemplo, um trabalhador ferido estava desempregado devido a um pedido de indemnização, mas não resistiu a praticar um desporto de contacto numa equipa desportiva semi-profissional local. Por meio de pesquisas nas redes sociais e na internet, os investigadores descobriram que o trabalhador estava listado no elenco do time e jogava muito bem.
Uma mulher do Reino Unido foi enganada em uma “fraude romântica” online, de acordo com a polícia local. A mulher de 50 anos teria perdido sua herança no valor de £ 320.000, herdada de seus pais, que mais tarde a deserdaram após a perda. o perpetrador que se passou por "Tim" conheceu a vítima em um site de namoro em 2019, depois que ela perdeu o marido. Ele primeiro pegou £ 68.000 em nome de taxas alfandegárias e depois pediu que ela pagasse diretamente £ 200.000 ao seu tradutor para garantir seus empreiteiros e armazenar seu equipamento, totalizando o dinheiro perdido em £ 320.000

## Fraude de venda de produtos
Um golpista usa a internet para anunciar produtos ou serviços inexistentes. O pagamento é enviado remotamente, mas os produtos ou serviços nunca chegam. Os métodos que esses golpistas usam são: eles darão a esses produtos falsos preços muito baixos, eles farão pagamentos por meio de transferências eletrônicas de fundos e farão isso imediatamente. Os pagamentos não serão realizados por meio do PayPal ou cartões de crédito. Esses serviços são muito seguros e causarão problemas para os golpistas. Todos esses métodos também são maneiras de descobrir se são realmente golpes. Outra maneira de identificar o golpe é que a privacidade e os detalhes de contato, informações sobre entrega, termos e condições, etc., não serão apresentados.
Os golpistas operarão em lojas falsas. Eles vão divulgar a presença dessas lojas falsas nas redes sociais. Isso é feito principalmente porque há muitas pessoas que usam as redes sociais e o número cresce a cada dia. Essas lojas não funcionarão por um longo período. Eles permanecerão ativos apenas por algumas vendas, depois seguirão em frente e fecharão o site. Normalmente, uma forma de identificar essas lojas falsas é procurar avaliações online; se não tiverem nenhuma avaliação, são falsas.

## Falso site LinkedIn usado pelo(GCHQ)
O GCHQ usou páginas falsas do LinkedIn para atingir seu alvo principal, engenheiros de companhias a serem penetradas.
De acordo com uma apresentação feita pelo GCHQ e revelada por Edward Snowden, a inteligência britânica começou por identificar os funcionários que trabalhavam na manutenção de rede e segurança para a empresa de telecomunicações. Em seguida, eles determinaram que os potenciais alvos tinham utilizado o site LinkedIn ou Slashdot, um popular site de notícias na comunidade de Tecnologia da informação (TI).

## Engenheiros como Alvo Principal
Os computadores desses "candidatos" foram então infectados com malware de computador que tinha sido colocado usando a tecnologia de infiltração da agência de inteligência se refere como "Quantum Insert", que permitiu que aos espiões Government Communications Headquarters (GCHQ) se infiltrar profundamente na rede interna Belgacom e de sua subsidiária BICS, que opera um sistema chamado roteador GRX. Este tipo de roteador é necessário quando os usuários fazem chamadas ou para se conectar quando usam seus telefones celulares no exterior.

## Métodos e limitações para combater a fraude nos jogos em linha
Há muitos aspectos da fraude nos jogos em linha que tornam muito difícil a criação de um sistema de prevenção da fraude; no entanto, os criadores de jogos e os criadores de software de terceiros criaram ou estão a desenvolver tecnologias que tentam prevenir a fraude. Plataformas sem escrúpulos, esquemas fraudulentos e jogadores sem escrúpulos podem levar à perda de dinheiro e de dados pessoais. As contramedidas são normalmente utilizadas nos jogos de vídeo, com o conhecido software anti-cheat BattlEye, GameGuard, PunkBuster, Valve Anti-Cheat (especificamente utilizado nos jogos Steam) e EasyAntiCheat. Os problemas de exploração de bugs são normalmente resolvidos/corrigidos com uma correção do jogo; no entanto, nem todas as empresas impõem correcções/actualizações aos utilizadores, deixando a correção do problema para os utilizadores individuais.
Regra geral, quanto melhor o servidor aplicar as regras, menos problemas de batota o jogo terá. Nesta abordagem, todas as funções do cliente são executadas exclusivamente no servidor de jogo, ou o servidor de jogo espelha a jogabilidade do cliente e verifica continuamente o estado do jogo. É prática comum em muitos jogos móveis lançar de forma síncrona sessões de jogo do cliente no servidor utilizando exatamente o mesmo input do utilizador. A sessão do cliente é reiniciada quando as sessões de jogo ficam dessincronizadas, impedindo assim a batota.
A funcionalidade de observador pode permitir aos administradores do servidor monitorizar jogadores individuais e, assim, determinar se existe batota. Um dos riscos do modo de observador é que, em jogos competitivos, o observador pode abusar do modo para espiar certos jogadores e transmitir as posições e tácticas dos jogadores à equipa adversária. Alguns jogos contornam esta limitação não permitindo de todo o modo de observador ou atrasando o fluxo de vídeo.